# Рогово (гмина Моронг)
Рогово (пол. Rogowo) — посёлок в Польше, находятся в Острудском повяте Варминьско-Мазурского воеводства, относится к гмине Моронг. 
До 1945 года посёлок назывался Экфельд (нем. Eckfeld). В 1973 году посёлок относился к Моронгскому повяту. В 1975—1998 годы административно относился к Ольштынскому воеводству.